# 马兰木属
马兰木属（学名：Malania）也称蒜头果属，是铁青树科下的一个属，为乔木植物。该属仅有马兰木（Malania oleifera）一种，分布于中国云南、广西。

## 物种
本属包括以下物种：
- 蒜头果 Malania oleifera Chun & S.K.Lee